# Ipocausto

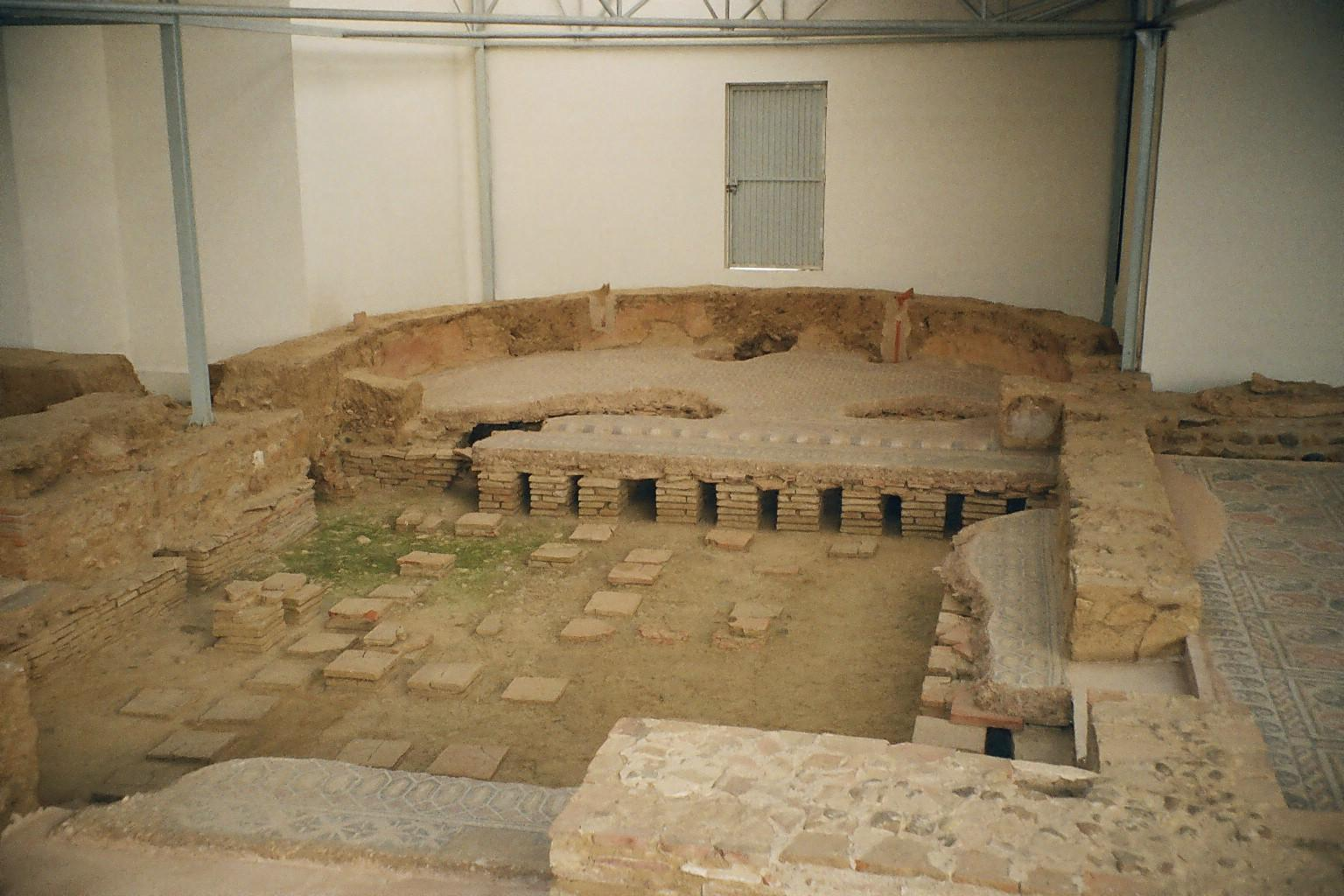
Villa romana a Saldaña, visibili le basi delle suspensure nello spazio vuoto sottostante il pavimento (ancora intatto nell'esedra)

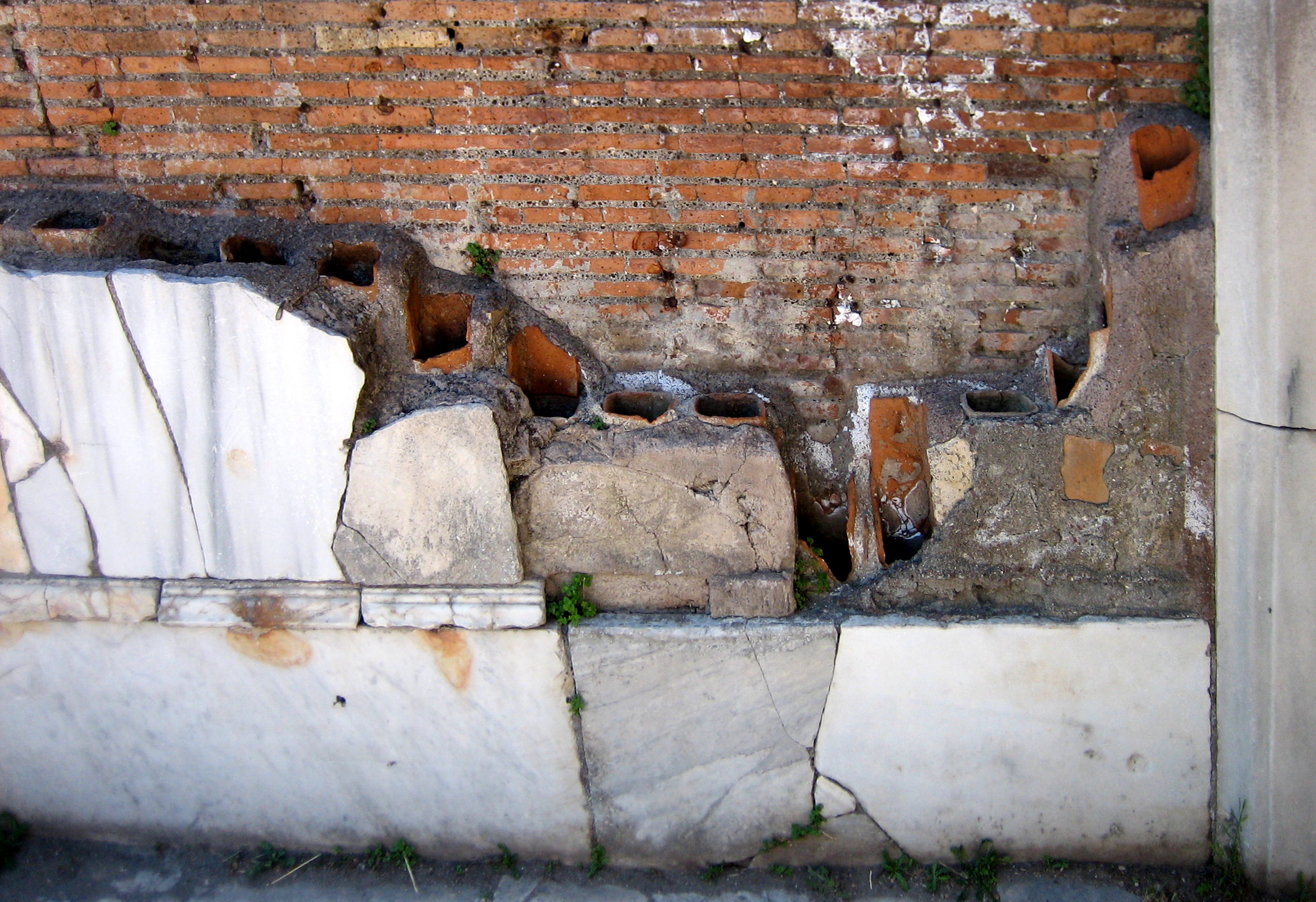
Terme di Ostia antica, tubuli nelle pareti del calidario

L'ipocausto (dal latino hypocaustum) era un sistema di riscaldamento usato nell'antica Roma, consistente nella circolazione di aria calda entro cavità poste nel pavimento e nelle pareti del luogo da riscaldare.

## Descrizione
L'ipocausto era alimentato da un grande forno, il praefurnium, inizialmente posto nell'adiacente cucina, che produceva aria calda ad altissima temperatura. Questa veniva fatta defluire in uno spazio vuoto predisposto sotto la pavimentazione interna (detta suspensura), la quale poggiava su pilastrini di mattoni (pilae) e, soprattutto nelle terme, anche all'interno delle pareti, per quasi tutta la loro estensione, entro tubi in laterizio (tubuli). In generale l'altezza dello spazio vuoto sotto il pavimento era circa 50-60 cm. Si ritiene che la temperatura ottenuta nelle stanze riscaldate dall'ipocausto non dovesse superare i 30 °C.

## Storia
Questo tipo di riscaldamento era già conosciuto nell'antica Grecia: il termine latino hypocaustum d'altronde è un calco dal greco ὑπόκαυστον (da ὑπό = "sotto" e καίω = "brucio"), e l'esempio più antico di ipocausto è dato dalle suspensure trovate nei resti delle terme di Cladeo a Olimpia, datate attorno al 100 a.C.. Furono però i Romani che lo perfezionarono e lo utilizzarono estesamente per riscaldare i calidari delle terme romane e il riscaldamento delle ville più lussuose. L'invenzione del riscaldamento ad aria calda veniva attribuita dagli storici romani a Sergio Orata, un cittadino romano di Lucrino vissuto ai tempi di Cicerone, il quale si era forse ispirato al sistema di riscaldamento naturale della zona dei Campi Flegrei. Gli ipocausti sono rimasti in uso nell'area mediterranea ancora nel medio evo, attorno al XII secolo.

## Costruzione moderna

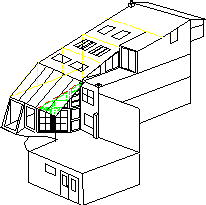
ipocausto moderno

Al giorno d'oggi, si ritiene ancora che il riscaldamento dell'ipocausto abbia lo stesso principio. L'aria non viene sempre fornita da un forno, ma anche dall'energia solare, ad es. B. collettori d'aria, riscaldati. Gli ipocausti moderni vengono, ad esempio, cementati nei soffitti come tubi o costruiti direttamente come muri di mattoni arenaria. Alla destra: schizzo di una casa moderna con riscaldamento solare a ipocausto